# Освіта для сталого розвитку
Освіта для сталого розвитку (ОСР) була програмою Організації Об'єднаних Націй, яка визначала як освіту, яка заохочує зміни знань, умінь, цінностей та поглядів, щоб забезпечити більш стійке і справедливе суспільство для всіх. ОУР спрямований на розширення можливостей та оснащення нинішніх та майбутніх поколінь для задоволення їх потреб, використовуючи збалансований та інтегрований підхід до економічних, соціальних та екологічних аспектів сталого розвитку. ОУР — це термін, який найчастіше використовується у світі та Організацією Об'єднаних Націй. Порядок денний 21 був першим міжнародним документом, який визначив освіту як важливий інструмент досягнення сталого розвитку та виділив сфери діяльності щодо освіти.

## Поняття та походження
Одне визначення освіти для сталого розвитку - це "міждисциплінарна методологія навчання, що охоплює інтегровані соціальні, економічні та екологічні аспекти формальної та неформальної навчальної програми". [2] Комісія Брюндтланда визначила сталий розвиток як задоволення потреб теперішнього покоління, не ставлячи під загрозу потенціал наступних поколінь для задоволення власних потреб. [3] Це Агентство раніше було Всесвітньою комісією з навколишнього середовища та розвитку, створеною в 1983 році. [4] Ідея сталого розвитку виникла з Конференції Організації Об'єднаних Націй з навколишнього середовища людини в Стокгольмі (Швеція 1972). [5] З того часу відбулися ще дві глобальні заходи. Це були Всесвітня комісія ООН з навколишнього середовища та розвитку 1987 р. (Наш спільний звіт про майбутнє) [6] та Конференція Організації Об'єднаних Націй з навколишнього середовища та розвитку 1992 р. (Саміт у Ріо-Землі) 
Для ЮНЕСКО освіта для сталого розвитку передбачає:
інтеграція ключових питань сталого розвитку в навчання та навчання. Це може включати, наприклад, інструкції щодо зміни клімату, зменшення ризику стихійних лих, біорізноманіття та зменшення бідності та сталого споживання. Він також вимагає методів участі та навчання, які мотивують та надають можливість учням змінити свою поведінку та вжити заходів для сталого розвитку. Отже, ОСР сприяє розвитку таких компетенцій, як критичне мислення, уявлення майбутніх сценаріїв та прийняття спільних рішень 